# PFTK1
La serina / treonina-proteína quinasa PFTAIRE-1 es una enzima que en humanos está codificada por el gen PFTK1.
CDK14 (PFTK1) / ciclina Y es un miembro de la familia de las proteínas quinasas relacionadas con CDC2. Se coexpresaron CDK14 de longitud completa humana recombinante y Ciclina Y (extremo 2) mediante baculovirus en células de insecto Sf9 usando etiquetas GST N-terminales.
CDK14 (PFTK1) / ciclina Y se expresa principalmente en el sistema nervioso postnatal y adulto. CDK14 se expresa en niveles elevados en cerebro, páncreas, riñón, corazón, testículos y ovario. El residuo de aminoácido CDK14 ser119 es necesario para su interacción con las cuatro isoformas 14-3-3, mientras que ser120 puede contribuir ligeramente a la unión de CDK14. CDK14 actúa como una quinasa dependiente de ciclina que regula la progresión del ciclo celular y la proliferación celular. La sobreexpresión de CDK14 predice la resistencia a la quimioterapia en pacientes con carcinoma de células escamosas de esófago.

## Interacciones
Se ha demostrado que PFTK1 interactúa con SEPT8.